# Vernonia arborescens
Vernonia arborescens là một loài thực vật có hoa trong họ Cúc. Loài này được (L.) Sw. miêu tả khoa học đầu tiên năm 1806.